# Lijst van voetbalinterlands Chili - Tsjecho-Slowakije
Deze lijst van voetbalinterlands is een overzicht van alle officiële voetbalwedstrijden tussen de nationale teams van Chili en Tsjecho-Slowakije. De landen speelden een keer tegen elkaar: een vriendschappelijke wedstrijd op 26 augustus 1956 in Santiago.

## Wedstrijden
| № | Plaats   | Datum            | Competitie        | Wedstrijd                 | Uitslag |
| - | -------- | ---------------- | ----------------- | ------------------------- | ------- |
| 1 | Santiago | 26 augustus 1956 | Vriendschappelijk | Chili – Tsjecho-Slowakije | 3 – 0   |

## Samenvatting
| Competitie        | Totaal gespeeld | Winst Chili | Gelijk | Winst Tsjecho-Slowakije | Doelsaldo Chili – Tsjecho-Slowakije |
| ----------------- | --------------- | ----------- | ------ | ----------------------- | ----------------------------------- |
| Vriendschappelijk | 1               | 1           | 0      | 0                       | 3 − 0                               |
| Totaal            | 1               | 1           | 0      | 0                       | 3 − 0                               |

Wedstrijden bepaald door strafschoppen worden, in lijn met de FIFA, als een gelijkspel gerekend.